# 尼哈特·卡赫维奇
尼哈特·卡赫维奇（Nihat Kahveci，1979年11月23日—），通常稱為尼哈特（Nihat），土耳其职业足球运动员，主要司职前锋，也可以出任攻击型中场，是一名已退役的土耳其足球运动员。尼赫治效力皇家蘇斯達期間開始為人所識，他與隊友出色表現，助球隊一度壓倒西班牙豪門皇家馬德里登上榜首，有望奪得西甲冠軍，僅在賽季末段被皇馬迎頭趕上而獲得第二名。
在2008年欧锦赛小组赛最后一轮中，尼哈特在球队0-2落后的情况下在87分钟后连入两球，帮助土耳其队完成大逆转战胜捷克，小组出线。